# Dendrogaster deformator
Dendrogaster deformator är en kräftdjursart som beskrevs av Mark J. Grygier 1990. Dendrogaster deformator ingår i släktet Dendrogaster och familjen Dendrogastridae. Inga underarter finns listade i Catalogue of Life.